# George Wallington Showcase
George Wallington Showcase è un album a nome George Wallington and His Band, pubblicato dalla casa discografica Blue Note Records nel gennaio del 1955.

## Tracce

### LP
Lato A (BN 5045-A)
Musiche di George Wallington, eccetto dove indicato.
1. Frankie and Johnnie – 3:53 (musica: Tradizionale)
2. Baby Grand – 4:01
3. Christina – 3:37

Lato B (BN 5045-B)
Musiche di George Wallington, eccetto dove indicato.
1. Summertime – 3:53 (musica: George Gershwin)
2. Festival – 3:59
3. Bumpkins – 3:49 (musica: Quincy Jones)

### CD
Edizione CD del 1989, pubblicato dalla Blue Note Records (CJ28-5126)
Musiche di George Wallington, eccetto dove indicato.
1. Summertime – 3:53 (musica: George Gershwin)
2. Summertime (alternate take) – 3:52 (musica: George Gershwin)
3. Festival – 3:59
4. Festival (alternate take) – 3:51
5. Christina – 3:37
6. Frankie and Johnnie – 4:05 (musica: Tradizionale)
7. Frankie and Johnnie (alternate take) – 4:03 (musica: Tradizionale)
8. Baby Grand – 4:01
9. Bumpkins – 3:49 (musica: Quincy Jones)
10. Bumpkins (alternate take) – 3:43 (musica: Quincy Jones)

## Musicisti
- George Wallington – piano
- Quincy Jones – arrangiamenti, conduttore orchestra
- Dave Burns – tromba
- Jimmy Cleveland – trombone
- Frank Foster – sassofono tenore
- Danny Bank – flauto (brano: Summertime)
- Danny Bank – sassofono baritono
- Oscar Pettiford – contrabbasso
- Kenny Clarke – batteria

Note aggiuntive
- John Hermansader – design copertina album originale
- Francis Wolff – foto copertina album originale
- Leonard Feather – note retrocopertina album originale[2]
- Alfred Lion – produttore
- Registrazioni effettuate il 12 maggio 1954 al Audio-Video Studios di New York City, New York
- Michael Cuscuna e Hitoshi Namekata – produttori riedizione su CD
- Yoshio Okazaki – digital transfers[3]